# The Agency (série littéraire)
Pour les articles homonymes, voir The Agency.
The Agency est une série de romans jeunesse canadiens écrits par Ying S. Lee à partir de 2009.
Genres : Mystère et Fiction historique.

## Livres composant la série
1. A Spy in the House, 2009 (Le Pendentif de jade, 2010)
2. The Body at the Tower, 2010 (Le Crime de l'horloge, 2011)
3. The Traitor in the Tunnel, 2011 (Les secrets du Palais, 2013)
4. Rivals in the City, 2014

## Résumé
L'histoire se déroule dans le Londres du XIXe siècle, sous le règne de la reine Victoria.  
Le premier tome fait mention de la Grande Puanteur qui a eu lieu à Londres en 1858.

### "Le Pendentif de jade"
Une jeune fille de 12 ans vient d'être condamnée à mort pour cambriolage. Elle doit être pendue. Nous sommes à Londres en 1853. Après un léger malaise, Mary Quinn se réveille dans une institution privée pour jeunes filles et non dans une cellule. La directrice, Miss Treleaven, lui donne la possibilité de changer de vie...En réalité, l'institution abrite aussi une agence privée. Ainsi Mary va devenir agent spécial. Pour sa première mission, elle est envoyée dans la famille Thorold comme dame de compagnie. Monsieur Thorold est soupçonné d'être impliqué dans un trafic d'objets d'art indiens.  
Mais, dans cette maison où se croisent membres et amis de la famille - dont le troublant James-, elle n'est pas la seule à masquer ses véritables intentions...  
"Le Crime de l'horloge"
ÉTÉ 1859. Un cadavre a été découvert au pied de la tour de Big Ben. Accident, suicide ou meurtre ? L’enquête de Scotland Yard piétine. Pour connaître la sinistre vérité, Mary Quinn, espionne au service de sa Majesté, se déguise en apprenti et s'infiltre sur le chantier de la tour en pleine construction. Mais un ingénieur fraîchement recruté risque de la reconnaître: nul autre que le séduisant James
"Les Secret du Palais"
Mary a commencé une nouvelle mission: dans le Londres victorien, elle joue les servantes à Buckingham palace, à deux mètres de la reine Victoria et de sa famille. Sa mission est de découvrir qui vole certains objets de décoration du salon de la reine, et dans quel but. Cette mission semble bien anodine, mais elle va avoir pas mal de conséquence pour Mary, elle va recroiser le chemin de James, elle va rencontrer la reine Victoria, elle va avoir une drôle de relation avec le prince héritier, elle va en apprendre plus sur son père biologique et va déjouer un complot bien plus important que de simples vols de bibelots...
"Rivaux en Ville"
Octobre 1860. Le fraudeur condamné Henry Thorold est en train de mourir en prison, et l'Agence demande à Mary de prendre un dernier cas: surveiller le retour de son ancienne épouse. Mme Thorold est un criminel accompli et voudra sûrement régler ses comptes avec le fiancé de Mary, James. Avec les complications supplémentaires de la famille et les loyautés conflictuelles, les enjeux pour toutes les personnes impliquées sont plus importants que jamais.
Ambiance londonienne, époque victorienne, espionne au caractère fort parfois maladroite, mais toujours partante pour aller plus loin et prendre des risques...